# Атанас Борносузов
Атанас Йосифов Борносузов (болг. Атанас Йосифов Борносузов; нар. 5 жовтня 1979, Житниця, Болгарія) — болгарський футболіст та тренер, виступав на позиції півзахисника.

## Клубна кар'єра
Уродженець пловдівського села Житниця, звідки також родом олімпійський чемпіон з важкої атлетики Мілен Добрев. Футболом розпочав займатися в «Мариці». Потім виступав за скромні клуби «Сокіл» (Пловдив) й «Олімпік» (Тетевен). У 1999 році перейшов до складу тодішнього чемпіона Болгарії «Литекса» з Ловеча, де провів 4 роки. У січні 2004 року за 100 000 жвро перебрався в «Нафтекс» з Бургаса.
Володар Кубку країни 2001 року з «Літексом», срібний (2002) та бронзовий призер (2003) чемпіонату Болгарії. У Кубку країни 11 матчів та відзначився 1 голом за «Літекс» і 4 матчі за «Нафтекс». У єврокубках за «Літекс» провів 14 матчів та відзначився 1 голом (2 матчі в Кубку європейських чемпіонів та 12 матчів й 1 гол у Кубок УЄФА), за «Левскі» (Софія) — 1 матч у Лізі чемпіонів, за «ПФК Черно Море» (Варна) — 3 матчі в Лізі Європи).
У 2005 році перейшов у томську «Том». Перший матч за нову команду провів 27 серпня проти «Шинника» з Ярославля. Борносузов провів на поле 41 хвилину. У чемпіонаті Росії 2005 провів 9 матчів, отримав 3 жовті картки та відзначився 1-м голом («Тереку»).
У 2005 році, будучи гравцем «Томі», він дав скандальне інтерв'ю болгарської спортивної газети «7 дні спорт». Там він, зокрема, сказав: «В Росії, якщо хочеш вирішити яку-небудь проблему, купуєш тому, хто повинен що-то зробити, пляшку горілки, і все вирішується», «російські дівчата ходять по вулицях з пляшкою пива або горілки в руках. У Болгарії такого не побачиш. Болгарки, по-моєму, ще й красивіші». 
У чемпіонаті Росії 2006 року провів лише 1 гру, в 6-му турі проти «Амкара», після чого проданий у «Левські». Проте в складі гранду болгарського футболу не проходив до складу й на початку 2007 року за 100 тисяч євро перейшов у «Терек». У складі «Терека» посів 2-е місце у першості першого дивізіону 2007 року (вихід у вищий дивізіон). У матчі Кубку Росії 2007/08, в якому «Терек» приймав «Урал», не зняв з руки обручку, через що матч затримали на 10 хвилин.
1 липня 2008 року перейшов із «Терека» до кувейтського клубу «Ас-Салмії». Три місяці по тому до команди прєднався його співвітчизник, Кіріл Ніколов.
У січні 2009 року повернувся до Болгарії, де уклав договір з «Черно море» (Варна). За «моряків» провів 37 матчів та відзначився 3-ма голами. Футбольну кар'єру завершив у софійському «Локомотиві». Після цього перейшов на тренерську роботу в академії ЦСКА (Софія).

## Кар'єра в збірній
З 1998 по 2001 рік виступав за молодіжну збірну Болгарії, у футболці якої провів 22 поєдинки.

## Досягнення
«Литекс»
- Кубок Болгарії
  -  Володар (1): 2001

- Перша професіональна футбольна ліга
  -  Срібний призер (1): 2002
  -  Бронзовий призер (1): 2003